# حالات الاعتداء الجنسي في مجتمع الحريديم في بروكلين
قد أثار رد فعل الطائفة اليهودية من طائفة الحريديم في بروكلين في مدينة نيويورك، على مزاعم الإعتداء الجنسي على قادتها الروحيين تمحيصاً. عندما اتُّهم المعلمون والحاخامات وغيرهم من الزعماء اليهود بالاعتداء الجنسي، وأخفقت السلطات في المجتمع الحريدي في كثير من الأحيان بسبب عدم الإبلاغ عن الجرائم لشرطة بروكلين، وتخويف الشهود، وتشجيع قطع العلاقات مع الضحايا وأفراد المجتمع الذين يتحدثون ضد حالات الإساءة.

## الانتشار وتقليل التقارير
تعد منطقة بروكلين بمدينة نيويورك الأمريكية موطناً لأكبر مجتمع حريدي خارج إسرائيل من طائفة الحريديم، والذين غالباً ما يُطلق عليهم بالأرثوذكس المتطرفون، على الرغم من أنهم أنفسهم لا يحبذون هذه التسمية، ويشكلون حوالي ربع مليون من سكان مدينة نيويورك، ويعيش معظمهم في بروكلين. ووفقاً للباحثين، فإن معدل الاعتداء الجنسي داخل مجتمعات الحريدية هو نفسه تقريباً في أي مكان آخر. غير أن معظم الضحايا، وعلى مدى أجيال، لم يتقدموا باتهامات بسبب الخوف من الوصم من قبل المجتمع، وعندما تقدموا ظلت المسألة مسألة خاصة داخل المجتمع، وذلك بدلاً من إبلاغ الشرطة بها وتشكيل جزء من إحصاءات الجريمة.
وكثيراً لا يتم إبلاغ الشرطة عن الانتهاك الجنسي داخل المجتمع. حيث يشعر الكثيرون أن الإبلاغ عن جريمة ارتكبها يهودي للسلطات غير اليهودية يشكل جريمة دينية: ويكتب سامويل هيلمان، الأستاذ في الدراسات اليهودية في كلية كوينز، أن أحد الأسباب وراء ندرة الإبلاغ عن حالات أو أنماط الاعتداء الجنسي في صفوف مجتمع الحريديم هو «أنهم يعتقدون أن أي شخص يتوجه إلى السلطات الخارجية يرتكب انتهاكًا بحق المجتمع ككل». وقد صرّحت منظمة أغوداث إسرائيل الأمريكية، وهي منظمة يهودية أرثوذكسية متطرفة قيادية، بأنه يجب على اليهود المتدينين عدم الإبلاغ عن إدعاءات لتطبيق القانون دون التشاور أولاً مع حاخام. ويضيف هيلمان أن البعض يرغبون في حماية سمعة المجتمع وأسرة المتهم، وأن الحاخامات يساورهم القلق من أن التدقيق الخارجي قد يضعف سلطتهم: «إنهم يخافون من العالم الخارجي أكثر من خلافاتهم داخل مجتمعهم»، ولأن «الهددون تهدد الأفراد هنا أو هناك، ولكن العالم الخارجي يهدد الجميع وبنية العالم بأسره». ومع ذلك، فإن حاخامات آخرين، بما في ذلك محكمة شاباد لوبافيتش الحاخامية في كراون هايتس ويوسف بلاو، لا يوافقون على ذلك، ويشجعون على إبلاغ المسيئين للشرطة، مشيرًا إلى أن الحظر المفروض لا ينطبق. وبدلاً من إبلاغ الشرطة، قد يلقى الحريديم قضية اعتداء جنسي على الشومريم، وهي دورية شوارع يهودية محلية. يحتفظ الشومريم بأسماء المعتدين المشتبه بهم على الأطفال في ملف، ولكن لا تشارك في تنفيذ القانون أو اتخاذ تدابير أخرى لوضع حد للإساءة، وأحياناً تقوم بتثبيط الناس التي تحاول رفع قضية إلى الشرطة.
نادراً ما تؤدي التقارير عن الإساءة إلى السلطات الدينية إلى معاقبة الجاني؛ وكما هو الحال في حالات الاعتداء الجنسي الكاثوليكي، حيث تم إعادة تعيين المتحرشين الأطفال في أبرشيات أخرى، يتم عادة إعادة تعيين الحاخامات والمدرسين وقادة الشباب الذين يسيئون معاملة الأطفال في مدرسة يشيفا أخرى. لدى العديد من الأشخاص المتهمين أو المدانين بالإساءة الجنسية والتهم ذات الصلة في المجتمع اليهودي الحريدي في بروكلين هم رجال دين يهود وحاخامات. ومن بين المتهمين الآخرين مدير مدرسة، ومستشار روحي، وعامل اجتماعي.

## انتقام
أحيانًا يحدث التلاعب في الشهود بعد اتهام شخص ما بالاعتداء الجنسي. ويتعرض الضحايا وأسرهم والدعاة للتهديد بالعنف، وتقارير الشرطة الكاذبة عن إساءة معاملة الأطفال، وقد تراخيص كوشير أو أي أضرار أخرى للأعمال التجارية، أو الإخلاء. ويتعرض الشهود للضغوط أو يقدمون رشاوى لعدم التعاون مع المدعين العامين، إلى جانب التحرش الجسدي، كما ويتم توزيع المنشورات التي تهاجم الضحايا والدعاة، ويحدث الإكراه. ويمكن أن يحدث الانتقام للأطفال الذين يتعرضون للإيذاء الجنسي وأولياء أمورهم والذي قاسياً: فقد تم منع الآباء من قبل المجتمع الحريدي، ومنع حاخامات للتحدث معهم، وتم منع الأطفال المعتدى عليهم من الدراسة في المدارس الحريدية.
حتى عندما يتم إبلاغ الشرطة عن حالات الاعتداء الجنسي، فإنه لا يمكن في كثير من الأحيان مقاضاتهم لأن الضحايا يقررون عدم المضي قدمًا في القضية، أو الموافقة على إبرام صفقة (عادةً ما يكون الدفع نقدًا) مع المتهم، خوفًا من الانتقام. وقد صرح المدعي العام تشارلز هاينس قائلاً: «بمجرد أن نعطي اسم المدعى عليه... (الحاخامات وغيرهم) سيشتركون في هذا المجتمع في بحث لا يلين عن الضحايا... وهم جيدون جدًا في تعريف الضحايا وتهديدهم، وبالتالي ستنهار القضية». وصف هاينز التخويف الذي يحدث في هذه الحالات على أنه أسوأ من أي شيء آخر شاهده في حياته المهنية، بما في ذلك قضايا الغوغاء وحالات فساد الشرطة.